# Мэтчем, Фрэнк
Фрэнк Мэтчем (англ. Frank Matcham; 22 ноября 1854 — 18 мая 1920) — английский архитектор и дизайнер. Известен главным образом как строитель многих театров Великобритании.

## Биография
22 ноября 1854 года в городе Ньютон-Эббот, Девон, родился Фрэнк Мэтчем. Его отец был управляющим пивоваренного завода, располагающегося в Торки. Здесь Фрэнк с рождения ходил в школу Babbacombe. В 1868 году Мэтчем стал обучаться у местного землемера и архитектора, Джорджа Сондона Бриджмана. В середине 1870-х годов Фрэнк переехал в Лондон и стал работать под руководством Джетро Робинсона, театрального архитектора офиса Лорда-Камергера. В 1877 году Мэтчем женился на младшей дочери Робинсона, Эффи, и, в возрасте 24 лет возглавил архитектурную практику. В июне 1879 года открылся театр Elephant and Castle — первый сольный проект Фрэнка. В период с 1890 по 1915 год, Мэтчем, Берти Крю и У. Г. Р. Спрэг спроектировали более двухсот театров и множество дворцов Великобритании. Фрэнк Мэтчем умер в 1920 году от заражения крови.

## Память
22 ноября 2007 года на месте дома Мэтчема установили мемориальную доску синего цвета.

## Галерея архитектурных работ

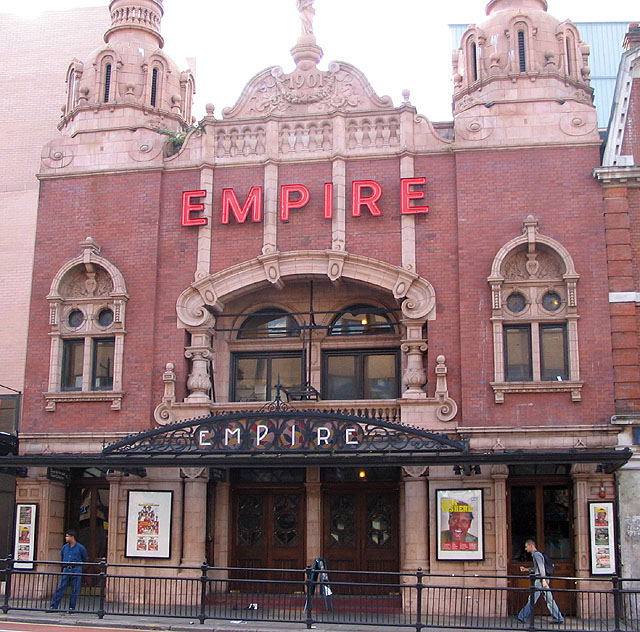
The Hackney Empire in August 2005
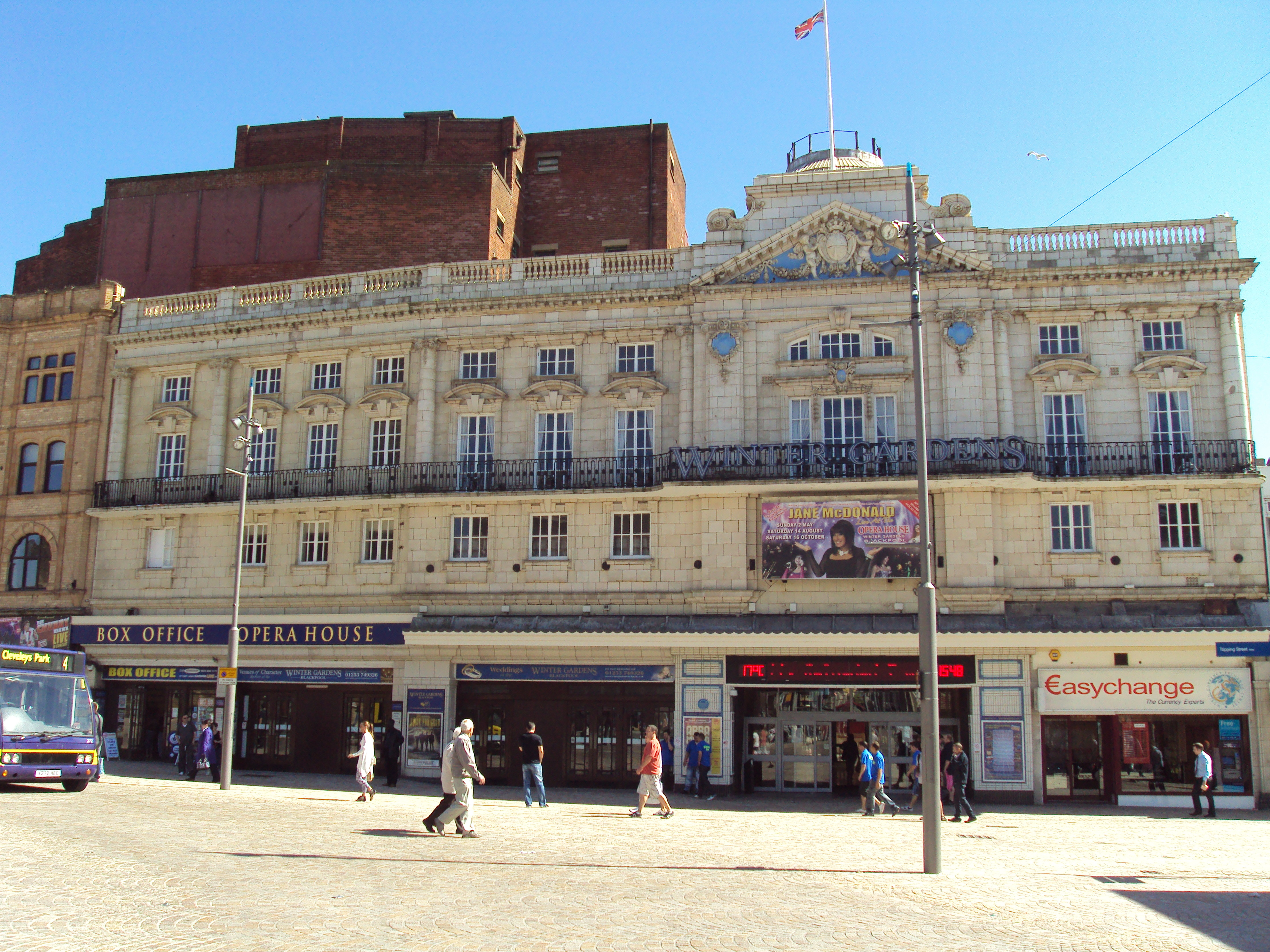
Blackpool Opera House (1889)
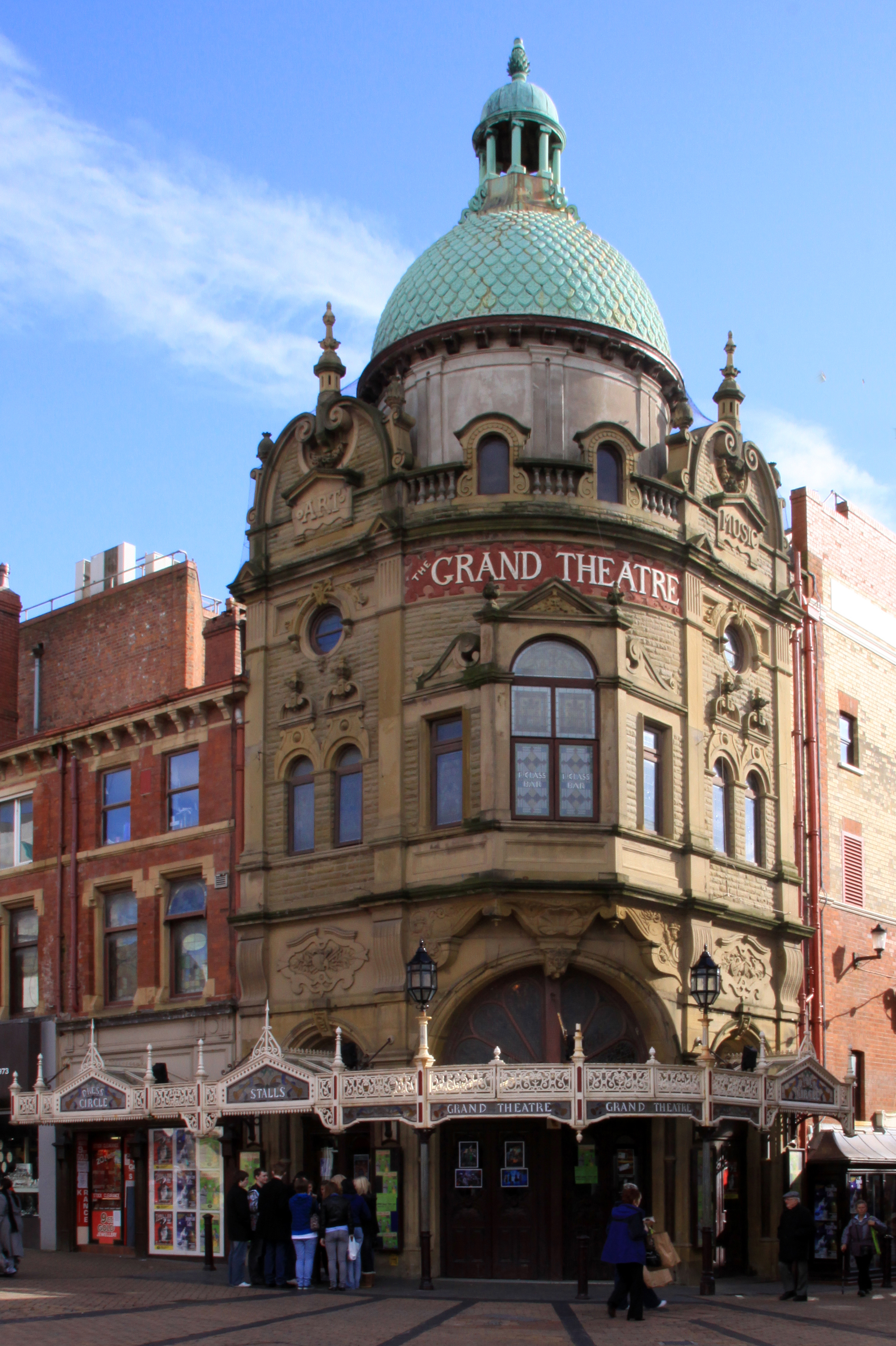
Grand Theatre, Blackpool (1894)
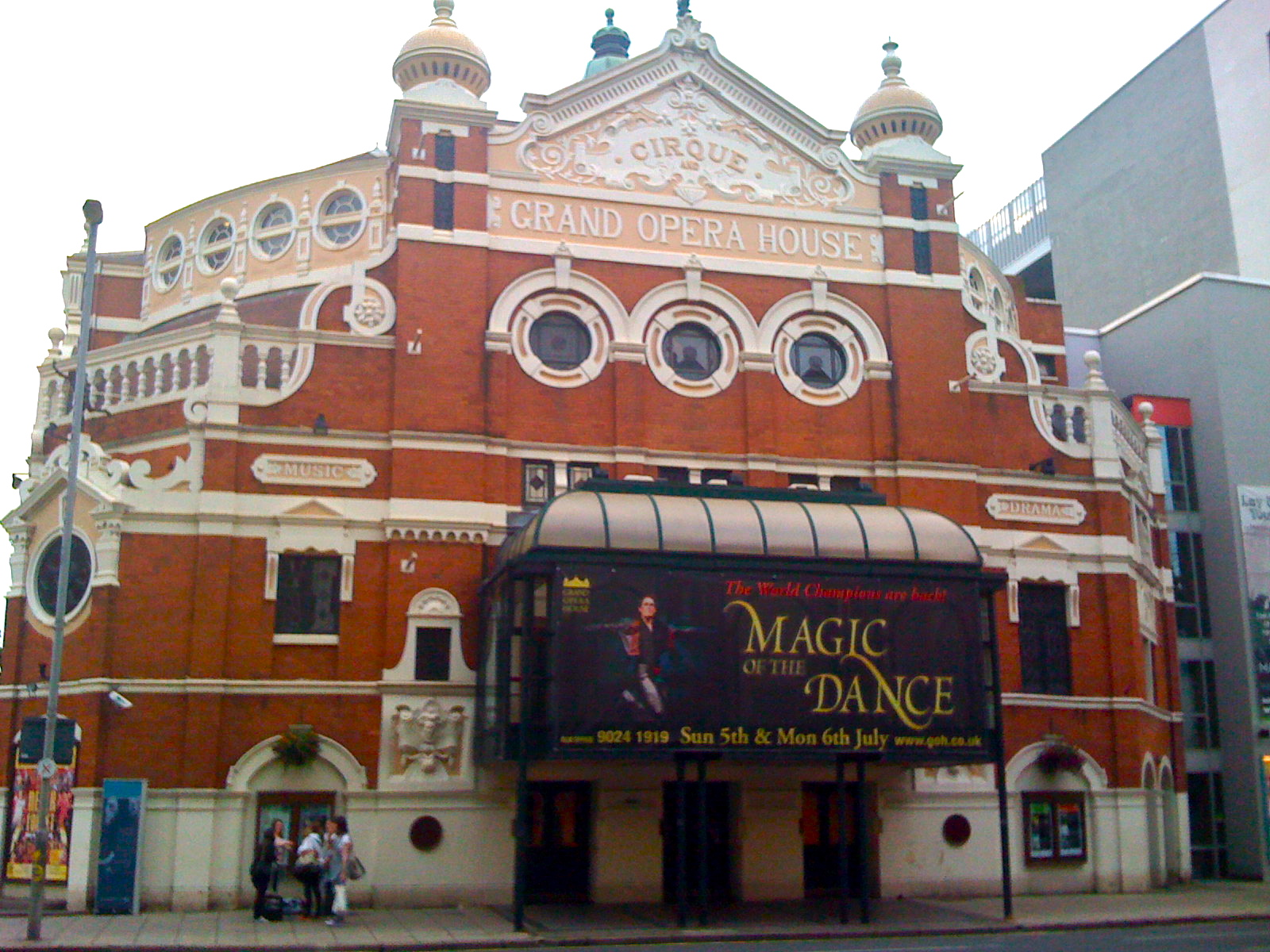
Grand Opera House, Belfast (1895)
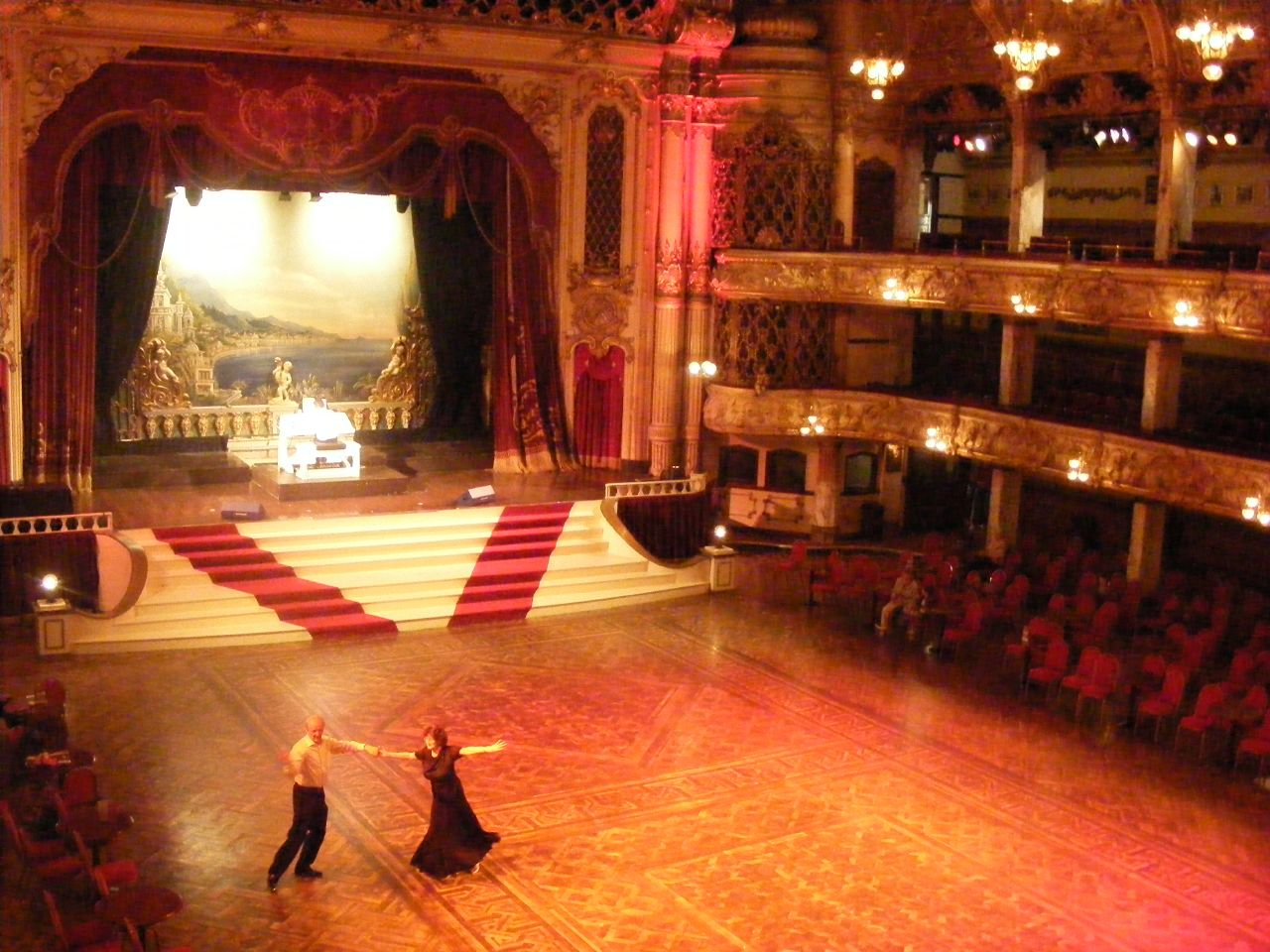
Blackpool Tower Ballroom (1897—1898)
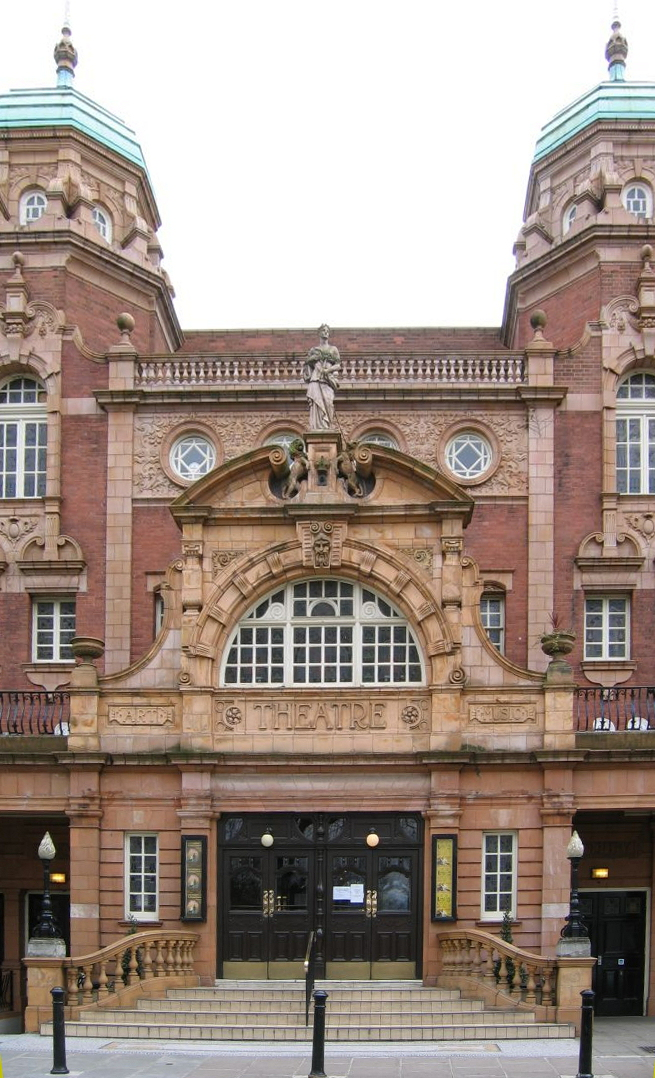
Richmond Theatre, Richmond, London (1899)
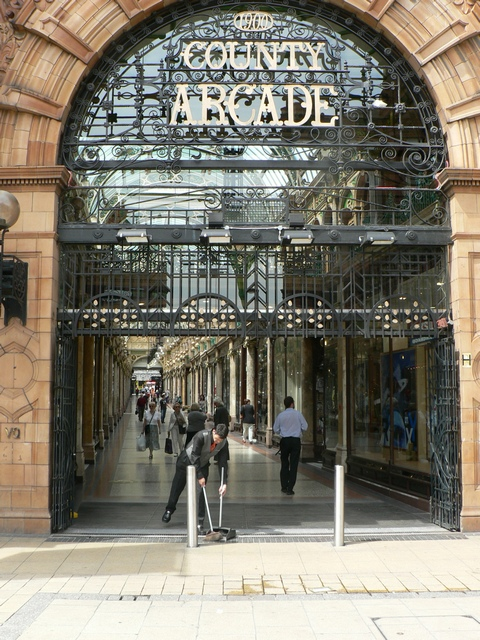
County Arcade, Leeds (1900)
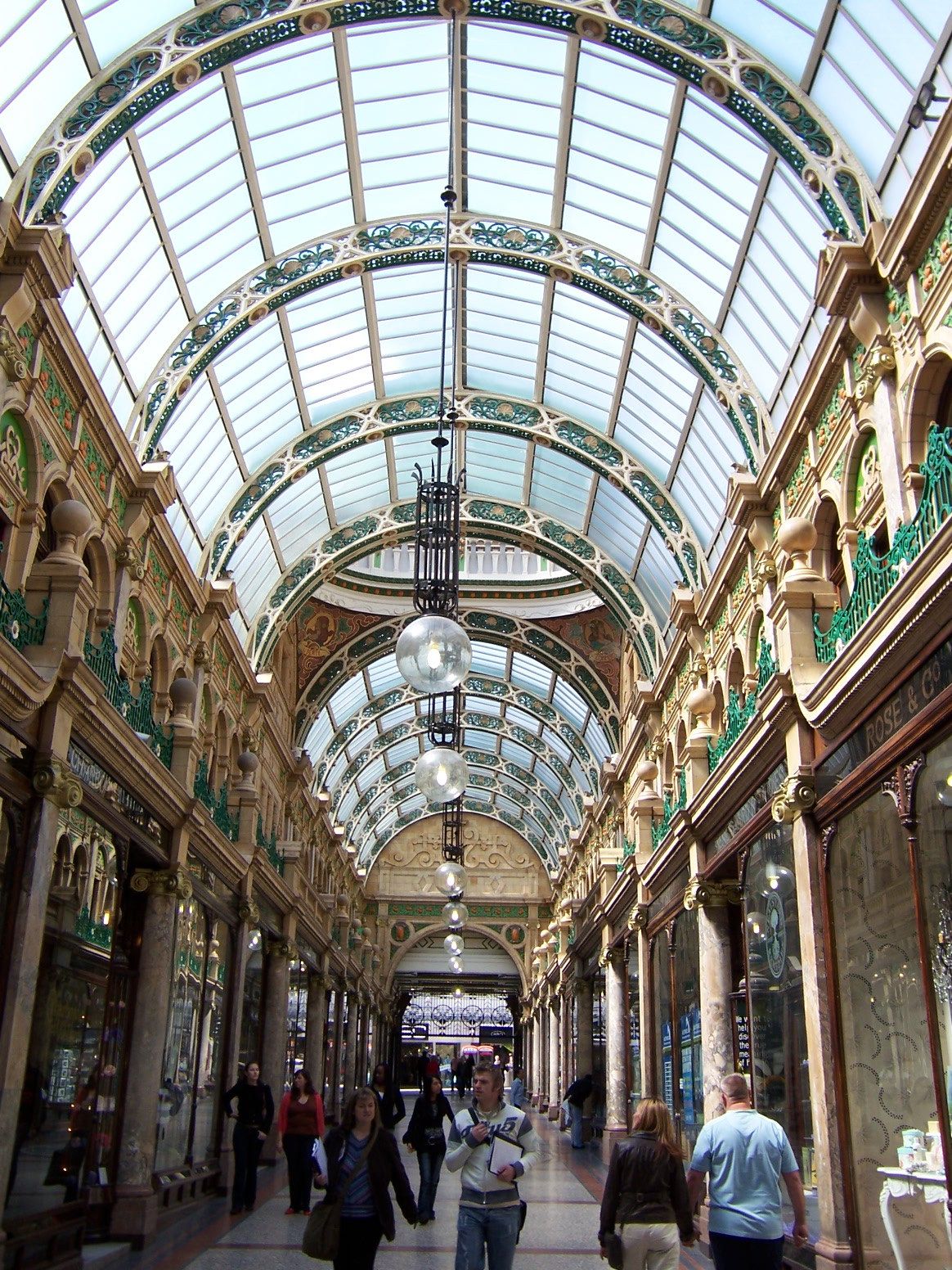
County Arcade, Leeds (1900)
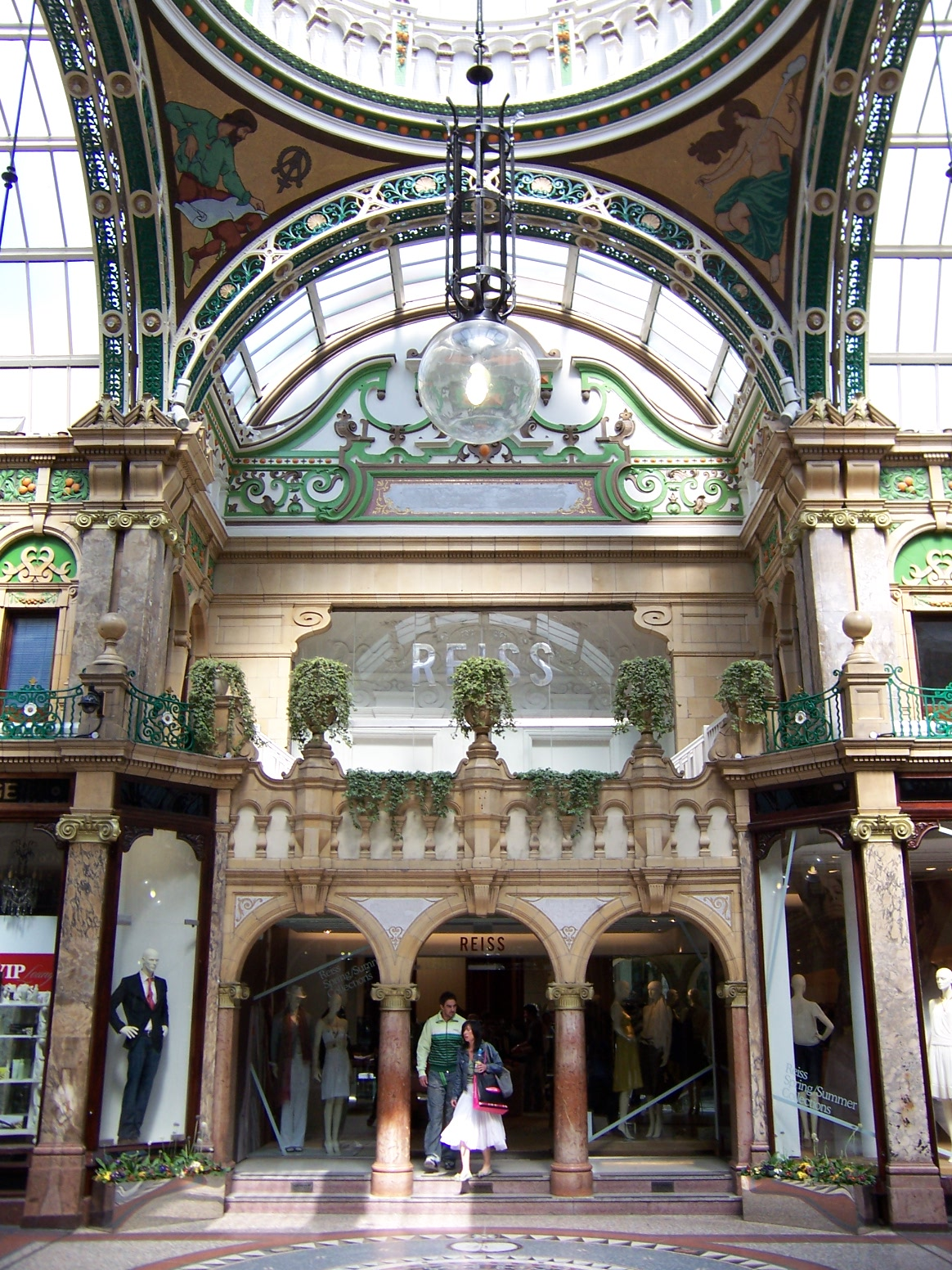
County Arcade, Leeds (1900)
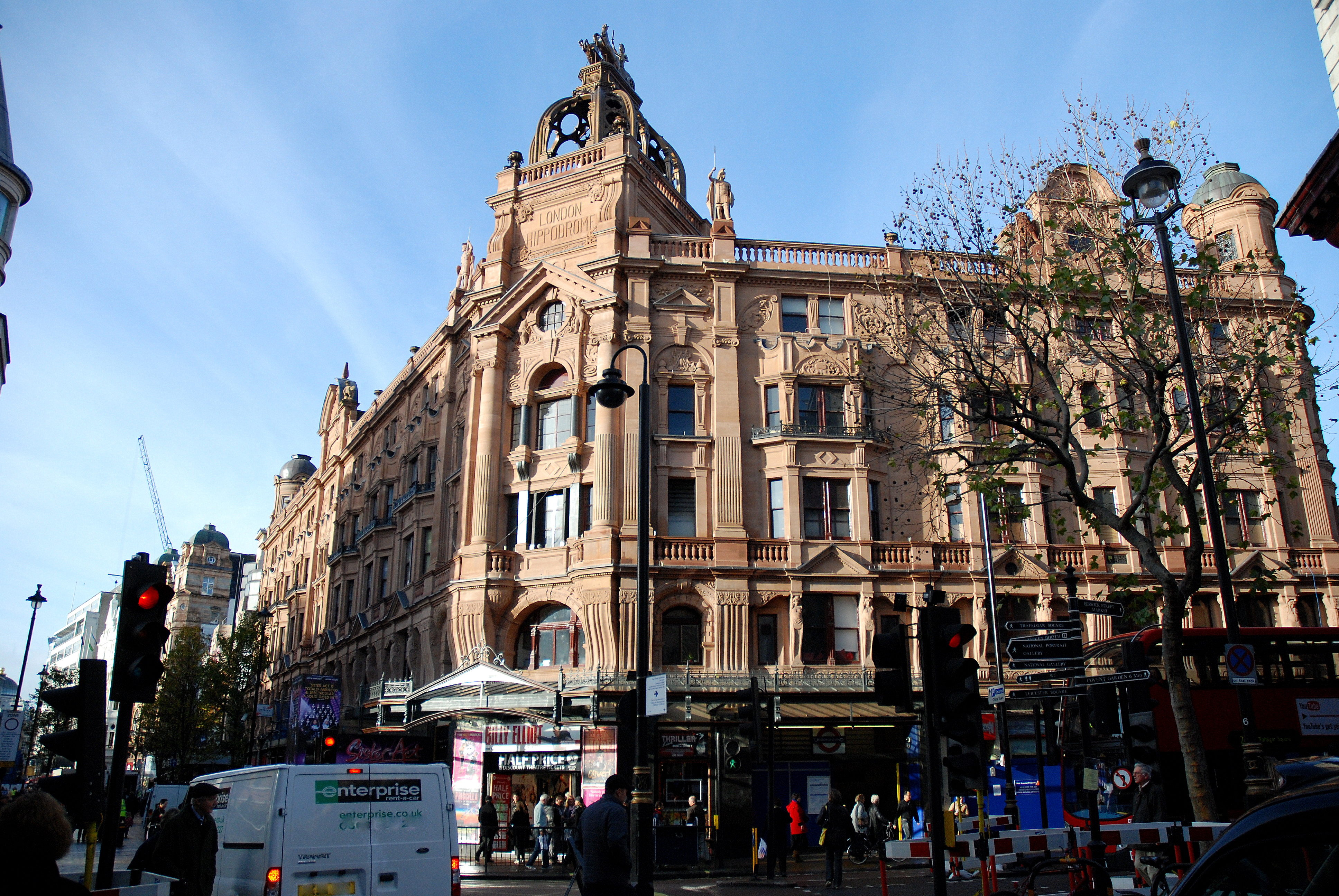
London Hippodrome (1900)
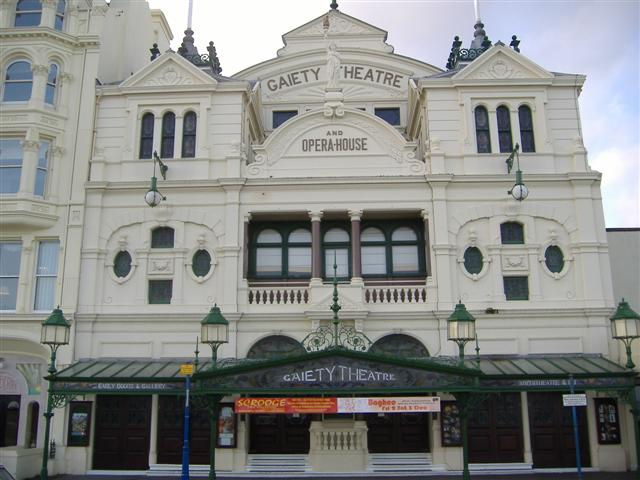
Gaiety Theatre, Douglas, Isle of Man (1900)
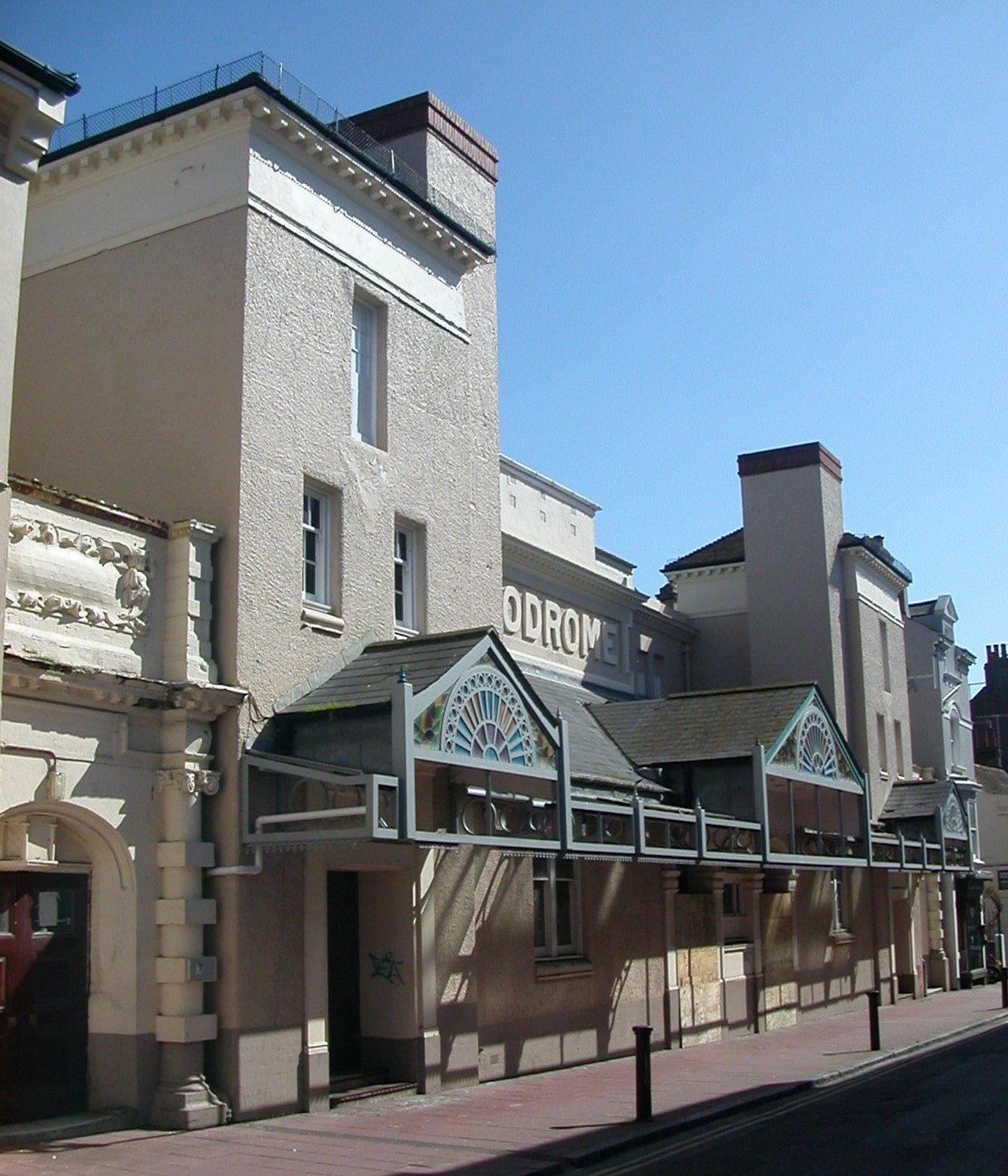
Brighton Hippodrome (1901—1902)
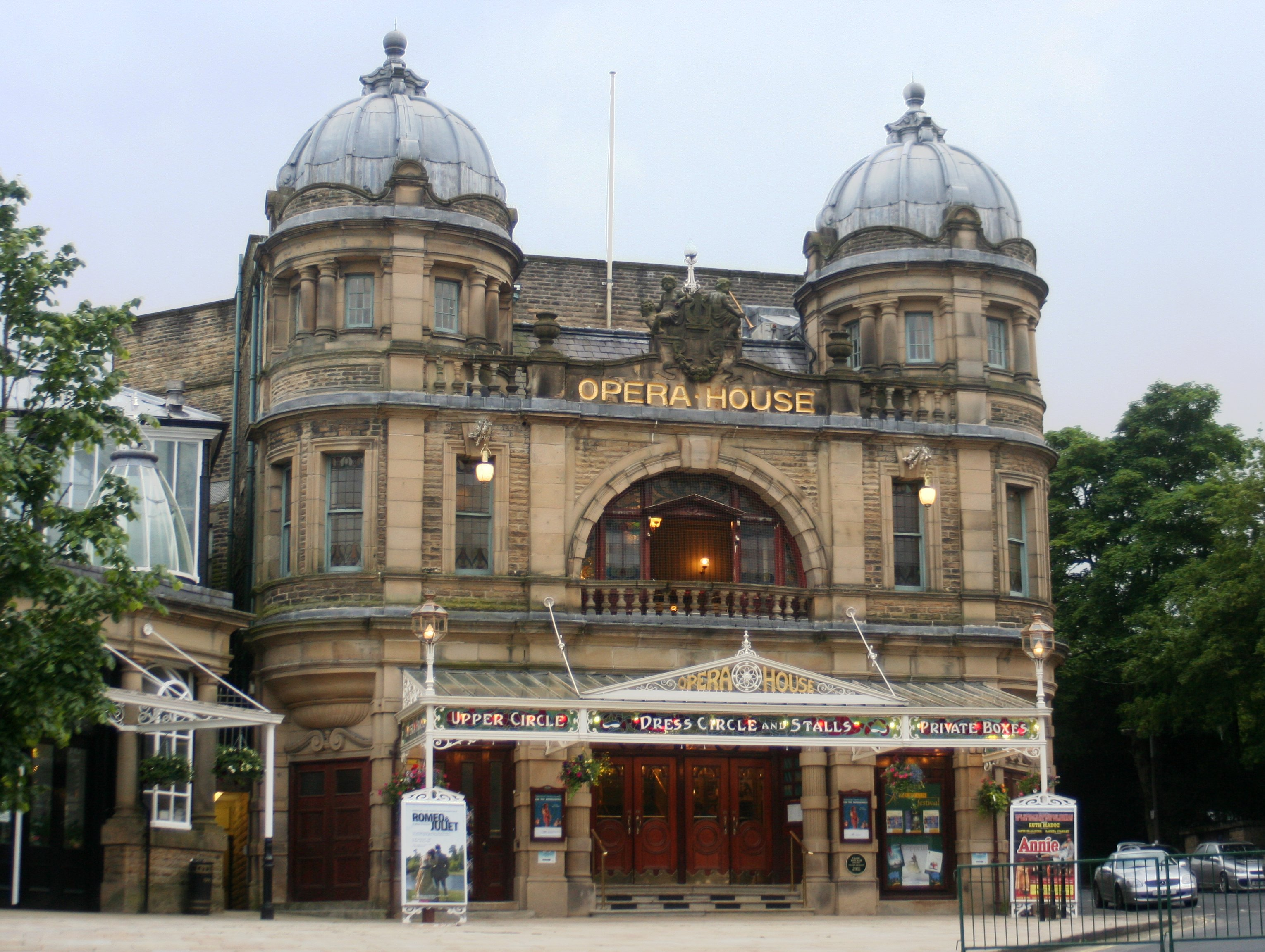
Buxton Opera House (1903)
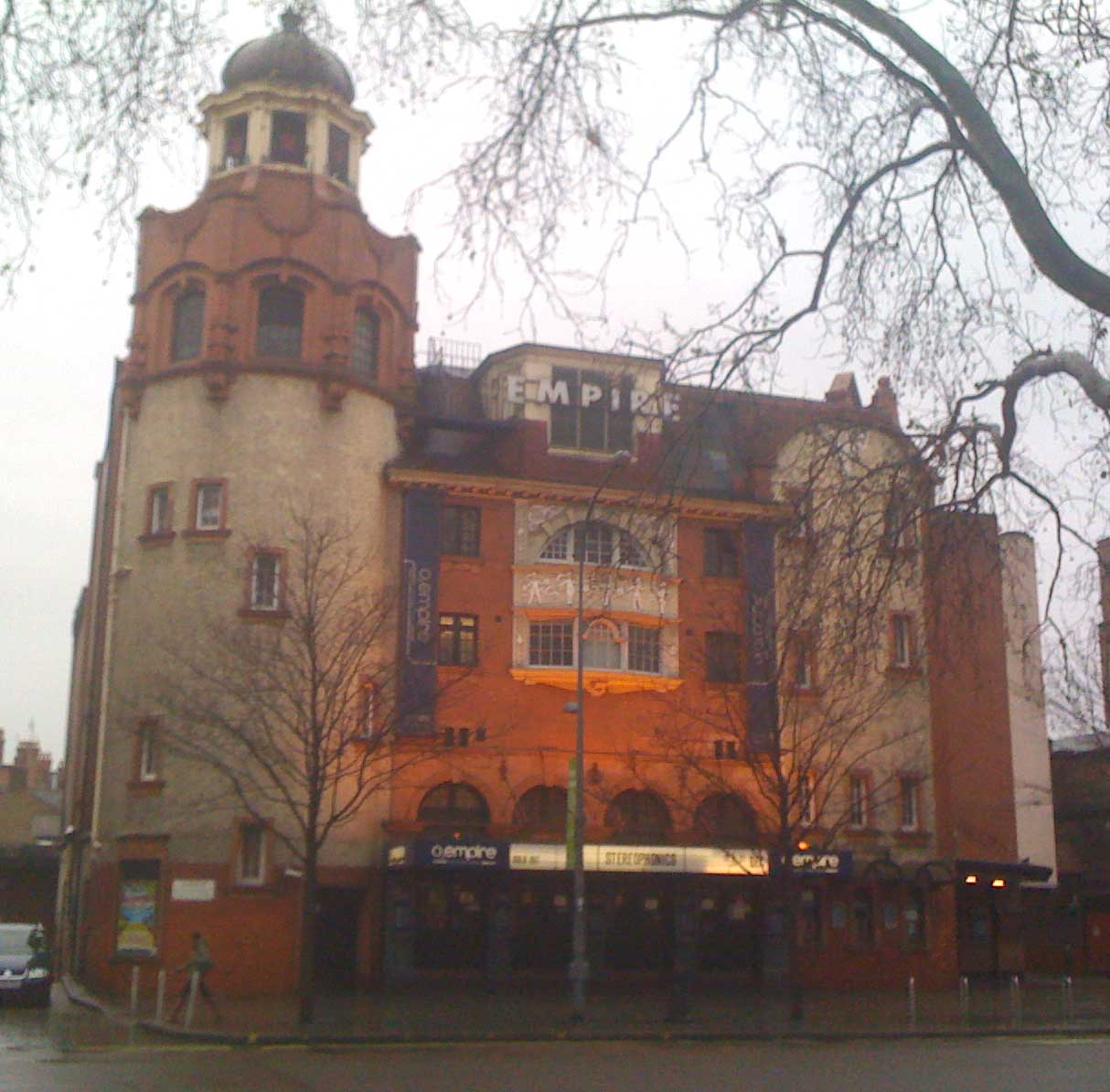
Shepherd's Bush Empire (1903)
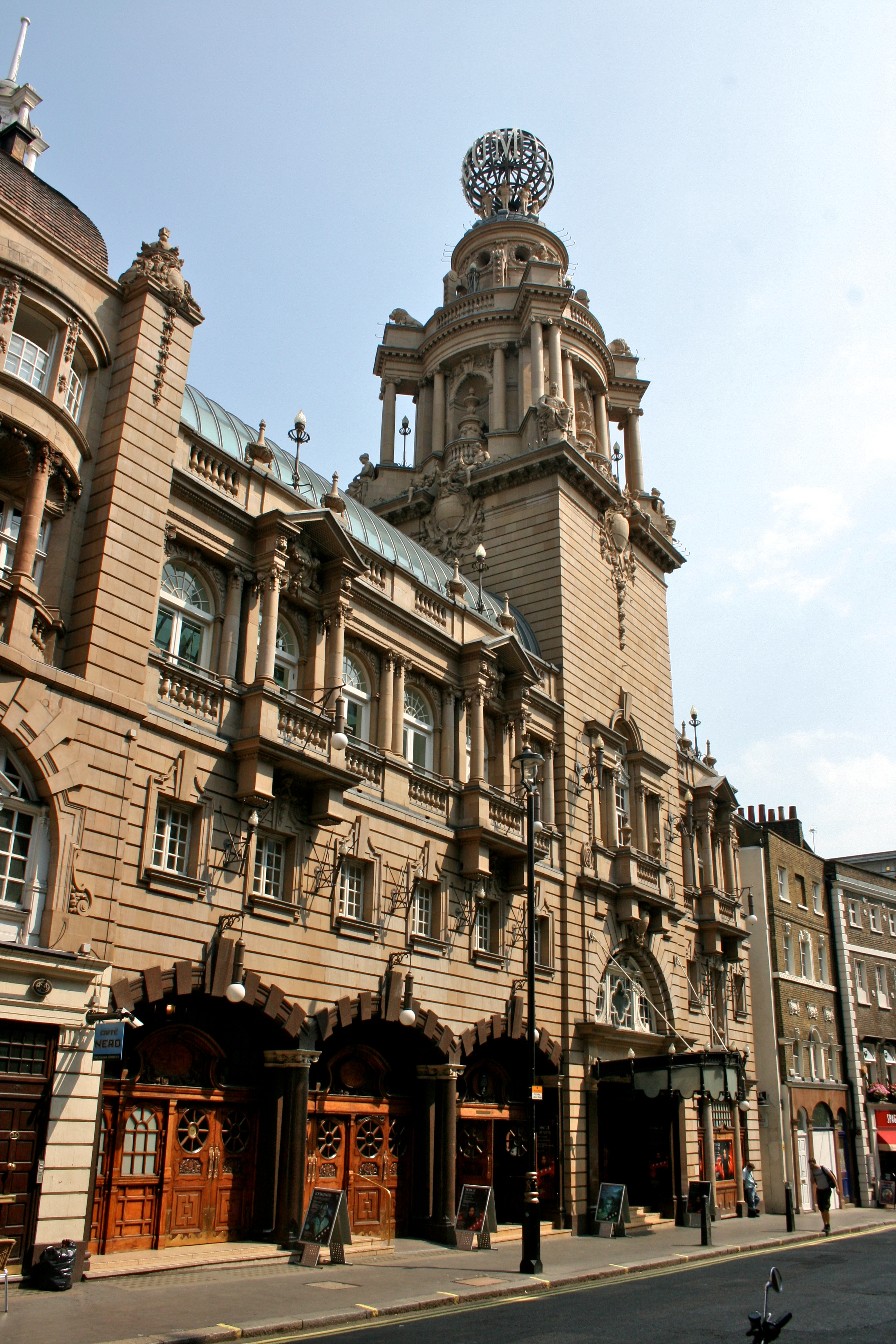
Лондонский Колизеум (London Coliseum, 1904)
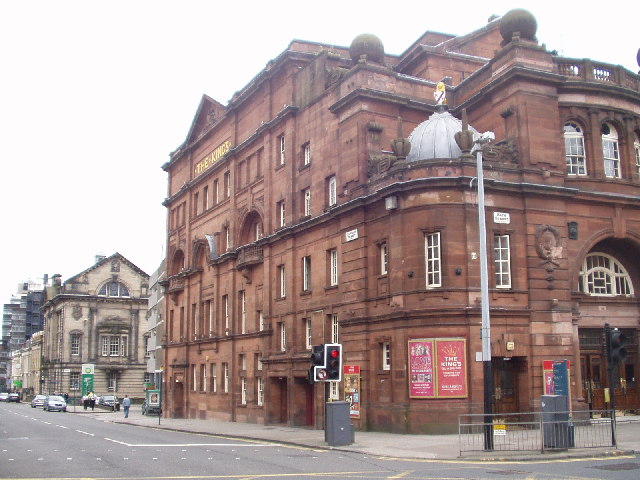
The King' Theatre, Glasgow (1904)
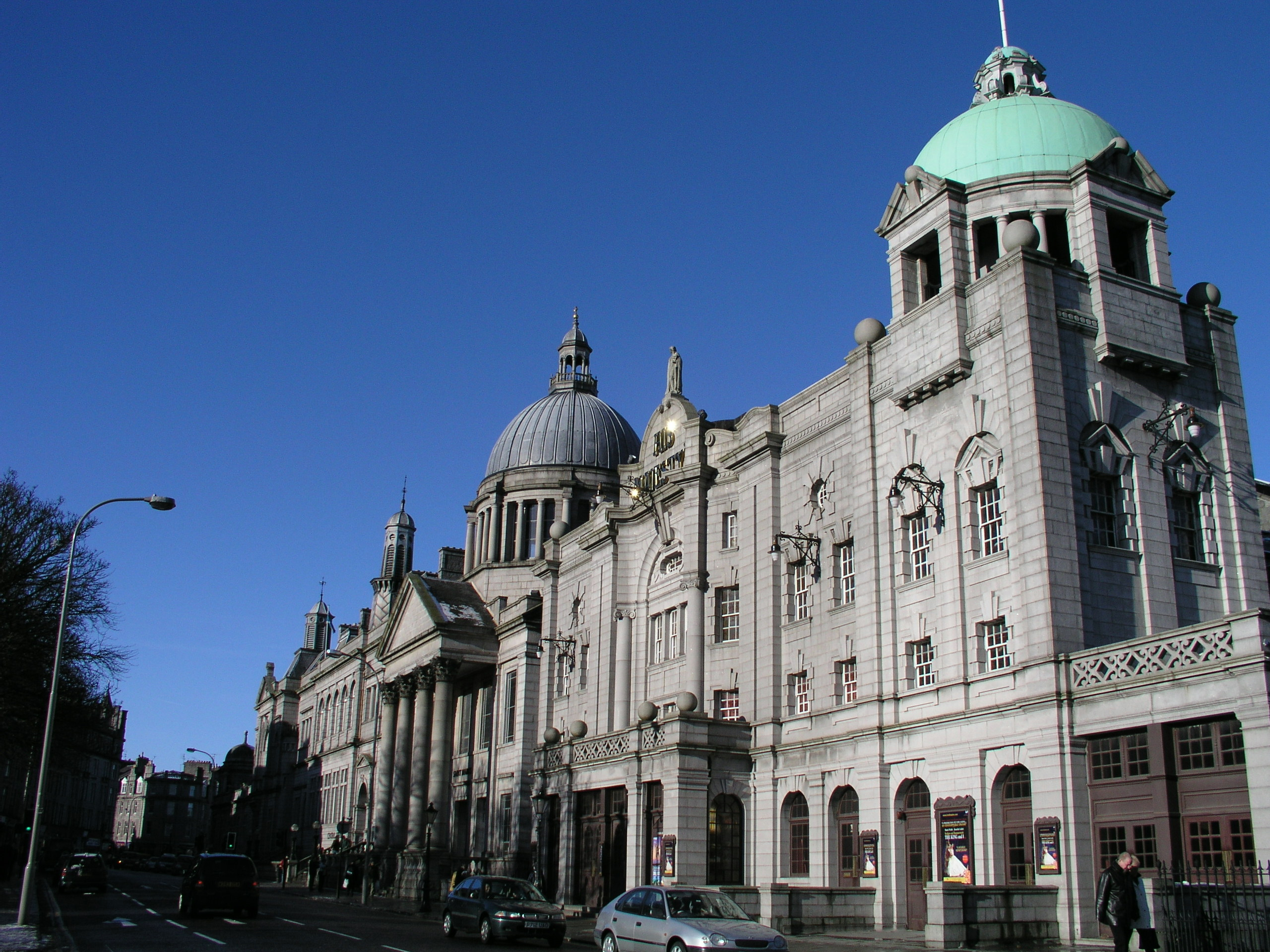
His Majesty's Theatre, Aberdeen (1906)
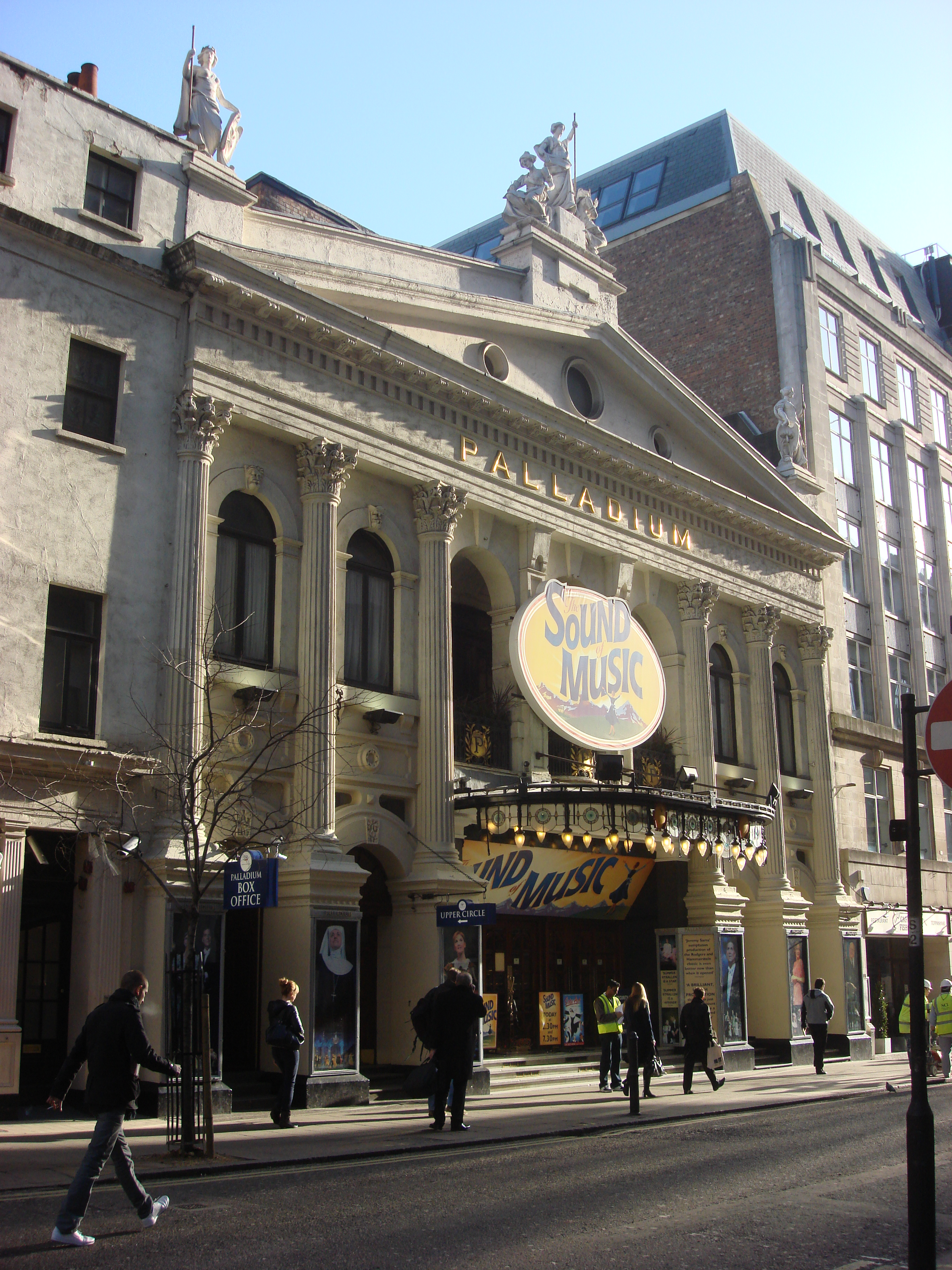
The London Palladium (1910)
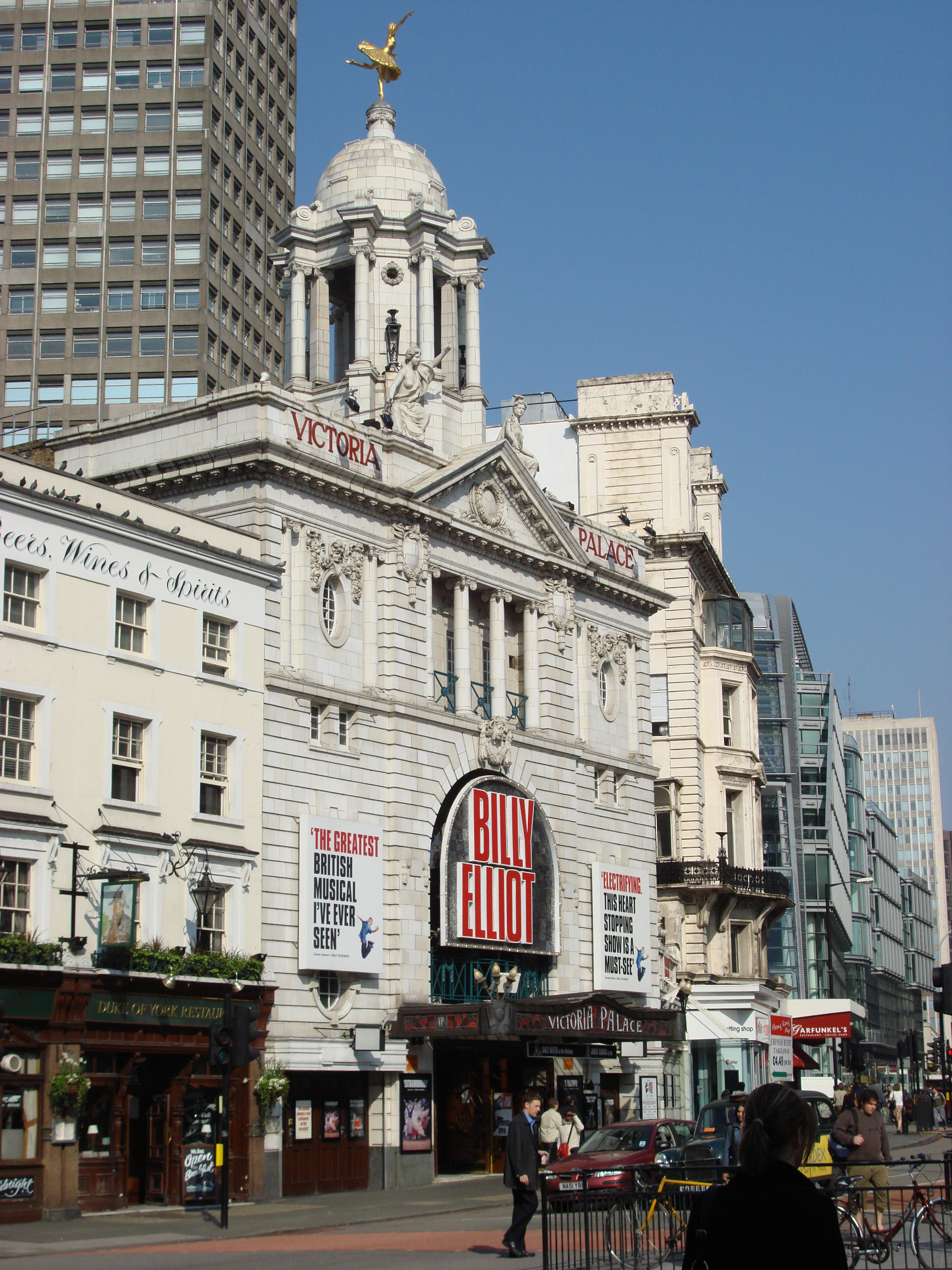
Victoria Palace Theatre, London (1911)
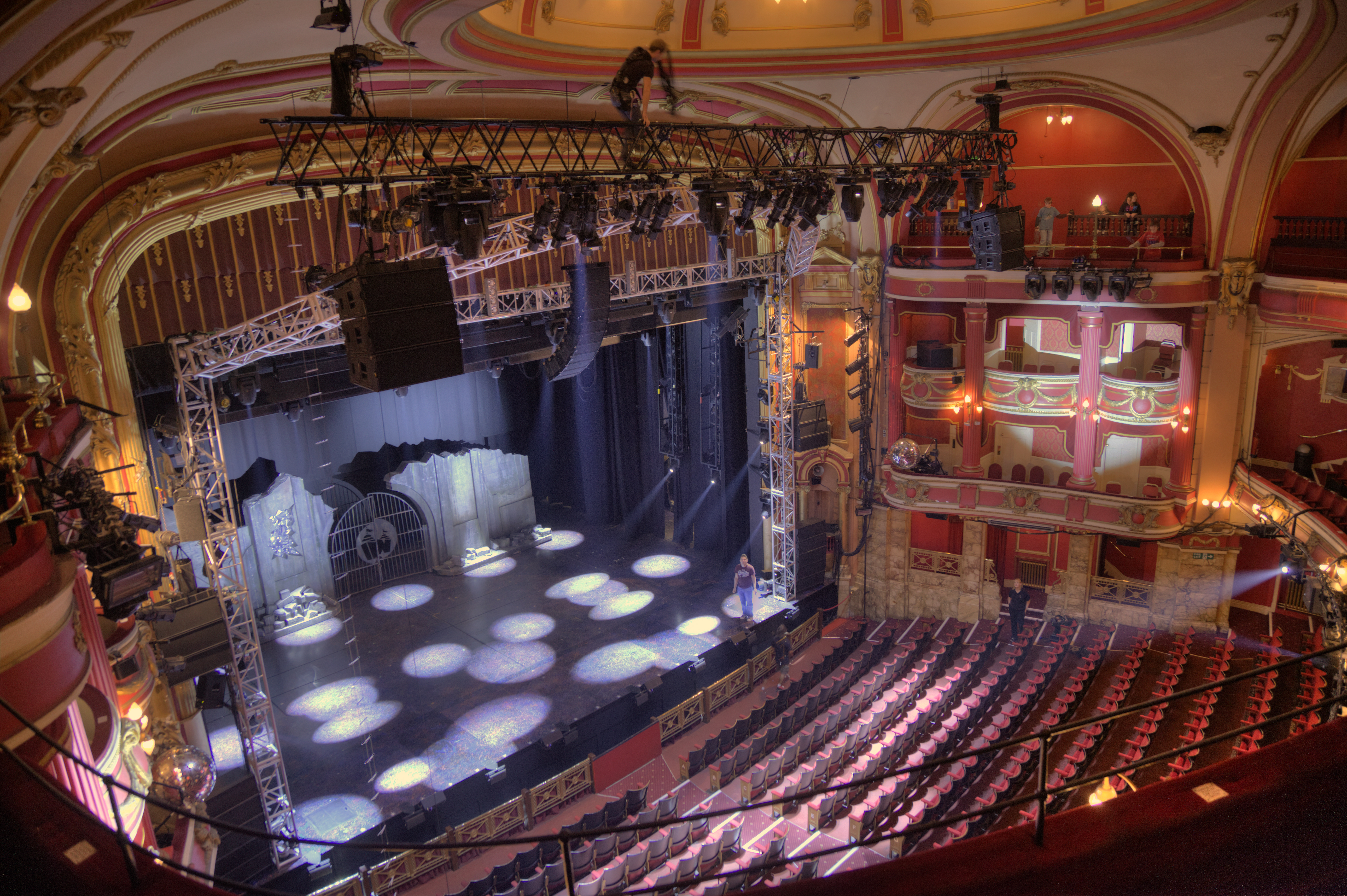
Bristol Hippodrome Auditorium (1912)
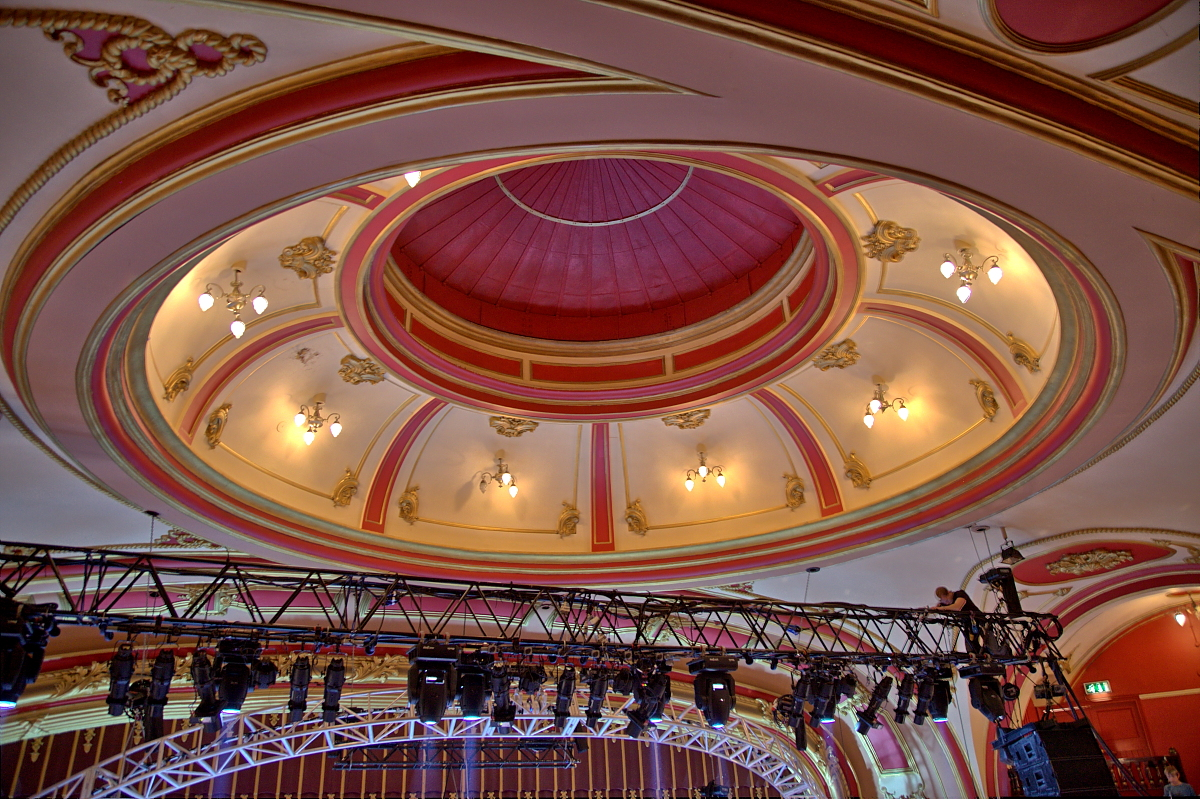
Bristol Hippodrome Auditorium Dome (1912)